# Synagoga w Radomiu
Synagoga w Radomiu – synagoga, która znajdowała się w Radomiu przy ulicy Bożniczej, późniejszej Podwalnej. Zbudowana w 1846 roku, spalona podczas II wojny światowej przez hitlerowców. Ruiny synagogi zostały wyburzone po zakończeniu wojny na polecenie ówczesnych władz miejskich.
W 1950 na miejscu gdzie stała synagoga odsłonięto pomnik Ofiar Getta, autorstwa Jakuba Zajdensznira.